# Tall, Dark and Handsome
Tall, Dark and Handsome (br Alto, Moreno e Simpático) é um filme norte-americano de 1941, do gênero comédia, dirigido por H. Bruce Humberstone e estrelado por Cesar Romero e Virginia Gilmore.
Comédia com elementos de filme policial, Alto, Moreno e Simpático foi refilmado como Love That Brute em 1950, com Cesar Romero no papel do vilão, que aqui é interpretado por Sheldon Leonard.

## Sinopse
Chicago, 1929. J. 'Shep' Morrison é um gângster gentil, que se veste bem e se comporta como um gentleman. Acima de tudo uma espécie de Robin Hood, ele adota como filho o bandido Detroit Harry Morrison Jr. e planeja acabar com a carreira de Pretty Willie Williams, este, sim, um vilão da pior espécie. A jovem Judy Miller acaba por apaixonar-se por ele a contragosto -- e ele por ela.

## Premiações
| Patrocinador                                  | Prêmio | Categoria               | Situação |
| --------------------------------------------- | ------ | ----------------------- | -------- |
| Academia de Artes e Ciências Cinematográficas | Oscar  | Melhor Roteiro Original | Indicado |

## Elenco
| Ator/Atriz          | Personagem                 |
| ------------------- | -------------------------- |
| Cesar Romero        | J.J. 'Shep' Morrison       |
| Virginia Gilmore    | Judy Miller                |
| Charlotte Greenwood | Winnie Sage                |
| Milton Berle        | Frosty Welch               |
| Sheldon Leonard     | Pretty Willie Williams     |
| Stanley Clements    | Detroit Harry Morrison Jr. |
| Marc Lawrence       | Louie                      |
| Anthony Caruso      | Pistoleiro                 |

## Literatura
- ALBAGLI, Fernando, Tudo Sobre o Oscar, Rio de Janeiro: EBAL - Editora Brasil-América, 1988, ISBN: 857200155
- FILHO, Rubens Ewald, O Oscar e Eu, São Paulo: Companhia Editora Nacional, 2003, ISBN: 8504006069
- MALTIN, Leonard, Classic Movie Guide, segunda edição, Nova Iorque: Plume, 2010, ISBN: 9780452295773